# ダニエル・ディダヴィ
ダニエル・ディダヴィ（Daniel Didavi、1990年2月21日 - ）は、西ドイツ・バーデン＝ヴュルテンベルク州・ニュルティンゲン出身のサッカー選手。ドイツ・ブンデスリーガ・VfBシュトゥットガルト所属。ポジションはMF。

## 経歴
2003年からVfBシュトゥットガルトのユースチームに所属、2010年7月にトップチームに昇格した。2011-12シーズンは1.FCニュルンベルクにレンタル移籍した。
2016年夏、シュトゥットガルトとの契約満了に伴い、VfLヴォルフスブルクへフリーで移籍。
2018年6月29日、ダニエル・ギンチェクとの事実上の交換トレードの形で古巣のシュトゥットガルトへ完全移籍。2021年6月までの3年契約を結んだ。
2021年5月18日には2022年6月末までの1年契約で更新した。

## 代表歴
ドイツ代表としてU-21代表でプレーした。

## 所属クラブ
- VfBシュトゥットガルト 2010-2016

→ 1.FCニュルンベルク 2011-2012 (loan)
- VfLヴォルフスブルク 2016-2018
- VfBシュトゥットガルト 2018-